# ماونتین هوم (یوتا)
ماونتین هوم (به انگلیسی: Mountain Home) یک منطقهٔ مسکونی در ایالات متحده آمریکا است که در شهرستان دوشن، یوتا واقع شده‌است. ماونتین هوم ۲٬۱۳۵٫۱۵ متر بالاتر از سطح دریا واقع شده‌است.